# Plataan van Hippocrates

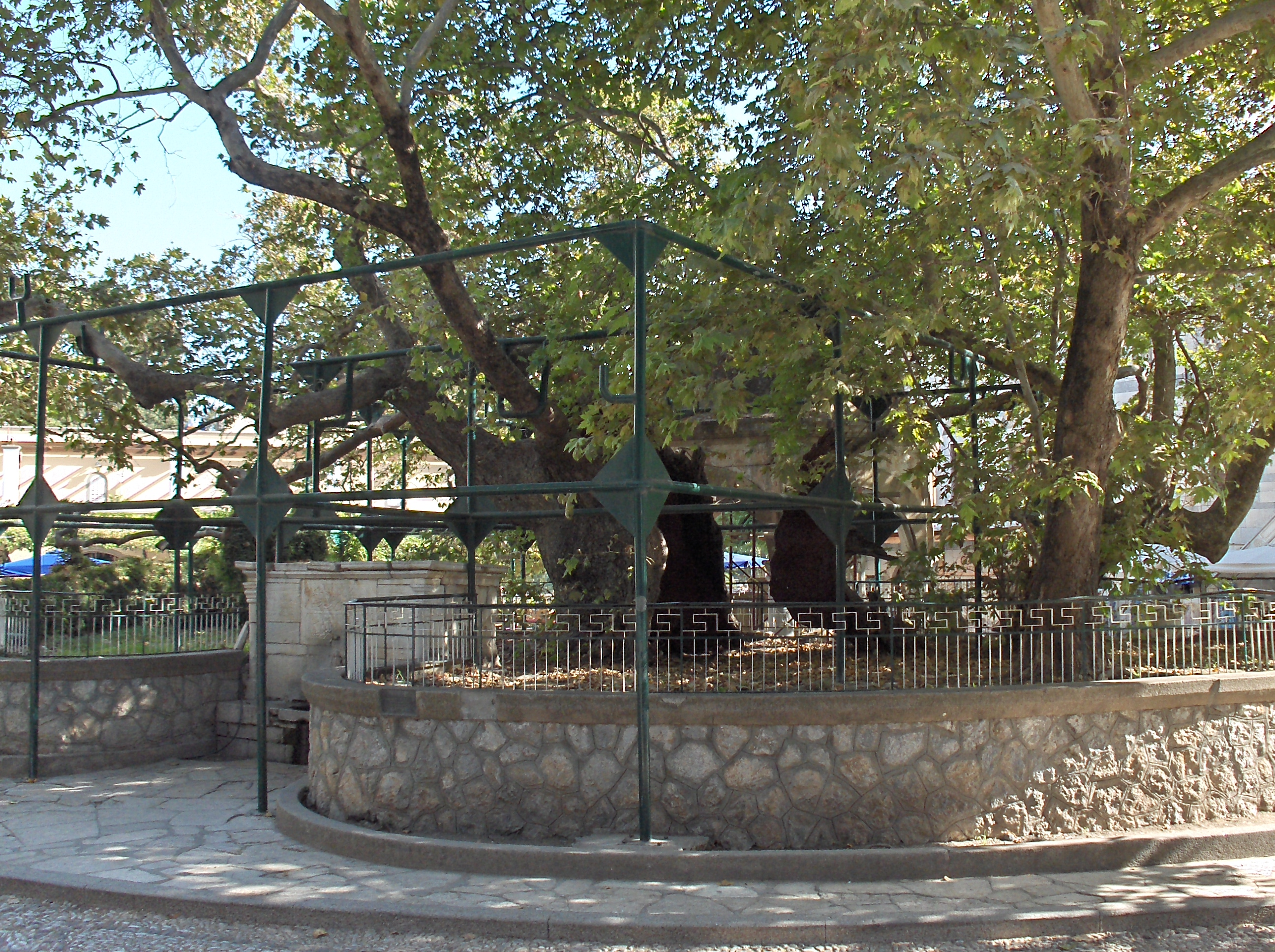
Plataan van Hippocrates in Kos.

De plataan van Hippocrates is een oosterse plataan vernoemd naar de Griekse arts Hippocrates van Kos en staat in de Griekse plaats Kos op het gelijknamige eiland. Volgens de legende zou Hippocrates onder deze boom zijn leerlingen hebben onderwezen in geneeskunde. De plataan is een oosterse plataan (Platanus orientalis) en heeft in de kroon een diameter van 12 meter.
De plataan van Hippocrates staat op het plein Platía Platanou tegenover het kasteel en naast de Gazi Hassan moskee. De huidige plataan is circa 500 jaar oud en is mogelijk een nazaat van de boom die volgens de legende ruim 2400 jaar geleden daar zou hebben gestaan. Naast de boom is door de Turkse gouverneur Gazi Hassan een witte watertap gemaakt met Arabische inscripties.
De zaden en kleine delen van de boom zijn in de loop der jaren verspreid over de hele wereld, waardoor diverse universiteiten (met name universiteiten met een medische faculteit) pretenderen een deel van de oorspronkelijke boom te bezitten.
De huidige boom is in de jaren uitgehold geraakt. De gezondheid van de boom lijkt  langzaam achteruit te gaan. Elk jaar zijn er minder bladeren en meer dode takken. 
Adriaan Rees maakte voor Amsterdam Nieuw-West een 21e-eeuwse variant, de boom van Hippocrates.